# Clarias buthupogon
Clarias buthupogon es una especie de pez de la familia Clariidae en el orden de los Siluriformes.

## Morfología
Los machos pueden llegar alcanzar los 90 cm de longitud total.

## Distribución geográfica
Se encuentran en África: Nigeria, Benín y Zambia.